# Candybar Planet
Candybar Planet is een Stonerrockband uit Eindhoven die in eerste instantie van 1994 tot 2002 actief was. De band was een van de grondleggers van de Eindhoven Rockcity-beweging, waar ook bands als Peter Pan Speedrock en The Spades bij horen. Sinds 2012 is de band weer actief.

## Biografie
De band werd opgericht in 1994 door een aantal vrijwilligers uit de Effenaar. Gedurende hun bestaan hebben ze veel in het Nederlandse clubcircuit opgetreden met onder andere hun stadgenoten Peter Pan Speedrock en 7 Zuma 7 .
Enkele hoogtepunten in hun bestaan waren optredens op Dynamo Open Air Eindhoven in 1996, Dynamo Open Air in Tsjechië in 1999, en de Eindhoven Rockcity-tour door Nederland en Duitsland. Candybar Planet heeft tijdens deze eerste periode twee releases uitgebracht: het album 32 Bitch, opgenomen met producer Pieter Kloos en een titelloze 5-track EP die is opgenomen met Erik Brinksma.
Na het het uiteenvallen van Candybar Planet in 2002 speelde Richard Plukker onder meer basgitaar bij saxofonist Bertus Borgers.
Zowel tijdens de opening van de nieuwe Effenaar in 2005, als rond het veertigjarig bestaan van de Effenaar in 2011 gaf Candybar Planet een reünie-optreden. 
Sinds Paaspop 2012 treedt Candybar weer regelmatig op. In 2013 verscheen het album Timelapse. Het debuutalbum 32 Bitch werd ook opnieuw uitgebracht.

## Discografie
- 32 Bitch (Suburban) (CD)
- 32 Bitch (re-issue, Lighttown Fidelity) (LP & CD)
- Candybar Planet (Drunken Maria Records) (CDS/10")
- Timelapse (Lighttown Fidelity) (LP & CD)

Compilaties:
- Sleazy Listening
- Eindhoven Rockcity (10")

## Bandleden
- Richard Plukker (bas, zang)
- Murphy van Oijen (gitaar)
- Koen Rijnbeek (drums)

## Oud Bandleden
- Mark Hendrickx
- Sydney van den Brink
- Wilh van den Broek
- Martijn van Herpen
- Roel Aben (bas)